# Želju Želev
Želju Mitev Želev (Желю Митев Желев, 3. březen 1935 – 30. leden 2015) byl bulharský politik a disident, který byl prezidentem Bulharska v letech 1990 až 1997.

## Život
Želju Želev pocházel, jako většina bulharských prezidentů z rolnické rodiny. Narodil se 3. března 1935 ve vesnici Veselinovo v okrese Šumen na severovýchodě Bulharska. Po ukončení studia filosofie na Univerzitě sv. Klimenta Ochridského v roce 1958 vstoupil do Komunistické strany Bulharska a stal se aktivním členem Hnutí mladých komunistů. Stranu však z politických důvodů roku 1965 opustil. Poté byl šest let nezaměstnaný a byl mu zakázán návrat do Sofie.
Rok před revolucí založil Rusenský komitet a o rok později založil Klub podpory glasnosti a perestrojky. Díky němu se stal předsedou Koordinační rady Hnutí demokratických sil.
Za tuto stranu také kandidoval ve volbách do parlamentu v roce 1990. 1. srpna 1990 ho Sedmé velké národní shromáždění zvolilo prvním demokratickým prezidentem Bulharské republiky. Svůj pětiletý prezidentský mandát začal vykonávat od ledna 1992. V následujících prezidentských volbách v lednu 1997 byl poražen stranickým kolegou – Petrem Stojanovem.
Po roce 1996 jeho politický vliv zeslábl, zůstal však předsedou Hnutí liberálních demokratů.
Želju Želev byl nejen politikem, ale také spisovatelem. V roce 1982 napsal knihu Fašismus, ta však byla po třech týdnech stažena z knihkupectví a knihoven, neboť poukazovala na některé společné rysy fašismu a socialismu.
Po revoluci se na knihu zapomnělo.

## Vyznamenání
- velkokříž Řádu za zásluhy Polské republiky – Polsko, 12. července 1994 – udělil prezident Lech Wałęsa za vynikající služby při rozvoji spolupráce mezi Polskem a Bulharskem[1]
- velkokříž s řetězem Řádu svobody – Portugalsko, 13. září 1994[2]
- Řád 8. září – Severní Makedonie, 15. ledna 2010 – udělil prezident Ďorge Ivanov za přínos k uznání nezávislosti Severní Makedonie na bývalé Jugoslávii[3]